# René Schreier
René Schreier (* 1978) je český úředník, v letech 2014 až 2019 náměstek ministra kultury ČR, nestraník.

## Život
V letech 1997 až 2003 vystudoval Fakultu ekonomiky a managementu Vojenské akademie v Brně (získal tak titul Ing.) a v letech 2015 až 2017 pak obor finanční management a strategické řízení financí na Business Institutu EDU Praha (získal tak titul MBA).
Pracovní kariéru začal v letech 1997 až 2007 jako voják z povolání u Armády ČR, zastával velitelské funkce u praporu Čestné stráže AČR jako velitel čety a velitel čestné roty. Následně v roce 2007 krátce pracoval jako vedoucí technického oddělení Odboru Archiv bezpečnostních složek na Ministerstvu vnitra ČR a poslední dva měsíce roku 2007 pak na Úřadu vlády ČR jako ředitel Kanceláře vládního zmocněnce pro organizační přípravu a zřízení a zabezpečení řádného chodu Ústavu pro studium totalitních režimů a Archivu bezpečnostních složek.
Mezi roky 2008 a 2013 byl náměstkem ředitele Ústavu pro studium totalitních režimů pro ekonomiku, provoz a informatiku. V dubnu 2010 ho sice krátkodobý šéf ÚSTR Jiří Pernes odvolal, v srpnu téhož roku ho však nový šéf ÚSTR Daniel Herman do funkce vrátil. Od února 2013 do ledna 2014 působil jako finanční ředitel ve společnosti CZE.

## Politické působení
Nebyl a není členem žádné politické strany či hnutí. Od února 2014 je náměstkem pro řízení sekce ekonomické a provozní na Ministerstvu kultury ČR, kam si jej přivedl tehdejší ministr kultury ČR Daniel Herman.
Dne 31. července 2019 oznámil končící ministr kultury ČR Antonín Staněk, že jej od 1. srpna 2019 pověřil dočasným řízením Ministerstva kultury ČR, a to do doby, než bude jmenován nový ministr kultury ČR. Předseda ČSSD Jan Hamáček však oznámil, že Schreier není zástupcem ČSSD a že je jeho pověření „mimo ústavu“. Jeho pověření skončilo jmenováním nového ministra kultury ČR Lubomíra Zaorálka dne 27. srpna 2019. Na postu náměstka skončil ke konci roku 2019.